# Vilnius apskritis
Vilnius apskritis (litauisk: Vilniaus apskritis) var et af 10 apskritys i Litauen. Vilnius apskritis havde et indbyggertal på 850.321(2010), og et areal på 9.729 km². Vilnius apskritis havde hovedsæde i byen Vilnius, der også var den største by.
Apskritys som administrative enheder blev nedlagt ved en reform 1. juli 2010, siden da har Vilnius apskritis været en territorial og statistisk enhed.